# بات بوكانان
باتريك جوزيف «بات» بوكانان (بالإنجليزية: Pat Buchanan)‏ (2 نوفمبر 1938) سياسي ومعلق وكاتب ومؤلف أمريكي كان من كبار المستشارين لرؤساء الولايات المتحدة الرؤساء مثل ريتشارد نيكسون، جيرالد فورد ورونالد ريغان سعى بالفوز بترشيح الحزب الجمهوري في عام 1992 وعام 1996 وخاض الانتخابات عن حزب الإصلاح في انتخابات الرئاسة عام 2000.

## روابط خارجية
- بات بوكانان على موقع IMDb (الإنجليزية)
- بات بوكانان على موقع الموسوعة البريطانية (الإنجليزية)
- بات بوكانان على موقع مونزينجر (الألمانية)
- بات بوكانان على موقع ميوزك برينز (الإنجليزية)
- بات بوكانان على موقع إن إن دي بي (الإنجليزية)
- بات بوكانان على موقع قاعدة بيانات الفيلم (الإنجليزية)
- Patrick J.Buchanan - Official Website، مؤرشف من الأصل في 2019-12-10.
- Pat Buchanan - Official Twitter، مؤرشف من الأصل (Twitter) في 2019-09-01.
- Pat Buchanan - Official Blog، مؤرشف من الأصل (blog) في 2019-12-12
- The American cause، مؤرشف من الأصل (twice-weekly column) في 2019-06-07
- Outloud opinion (Recent articles)، مؤرشف من الأصل (podcasts) في 2018-11-18.
- 'Pat' Buchanan archive، لو روكويل، مؤرشف من الأصل في 2017-08-31